# 雅各布·拉斯姆斯
雅各布·拉斯姆斯（丹麥語：Jacob Rasmussen，1997年5月28日—）是丹麥的一位足球運動員。他現在效力於丹麥足球超級聯賽球隊邦比，在場上的位置是後衛。他曾在沙爾克04的青訓系統接受訓練。他也代表丹麥U21國家隊參賽並參加了2017年歐洲U21足球錦標賽。

## 外部連結
- Soccerway資料庫：Jacob Vandsø Rasmussen